# هکتور کرافورد
هکتور کرافورد (انگلیسی: Hector Crawford؛ ۱۴ اوت ۱۹۱۳ – ۱۱ مارس ۱۹۹۱) موسیقی‌دان، رهبر ارکستر و تهیه‌کنندهٔ رادیو و تلویزیون اهل استرالیا بود.
از فیلم‌ها یا مجموعه‌های تلویزیونی که وی در آن‌ها نقش داشته است، می‌توان به در برابر باد اشاره نمود.